# Vital Ier Michele
Vital Ier Michele (en italien, Vitale I Michiel) est le 33e doge de Venise élu en 1096.

## Biographie
Vital Michele appartient à une des douze familles surnommées « apostoliques », il est marié à Felicia Corner.
Quand Urbain II lance la première croisade, Vital Michele ne donne pas son accord peut être ne voyant pas les avantages d'une telle expédition. Le chef de la croisade Godefroy de Bouillon part avec 120 navires pisans, une escorte génoise et des milices provenant des quatre coins du vieux continent. Le doge comprend alors l'importance et la portée économique de cette guerre d'occupation, non seulement en raison de la conquête des territoires mais aussi en raison des avantages commerciaux qu'il convient de ne pas laisser aux autres républiques maritimes. En juillet 1099, 207 navires partent de Venise pour soutenir la croisade. le commandement de la flotte est confié, conjointement, au fils du doge, Giovanni Vitale, et à l'évêque de l'Olivolo de Castello, Enrico Contarini. En décembre, à Rhodes, la flotte vénitienne intercepte des navires pisans et les coule. Au printemps 1100 la flotte vénitienne se dirige vers les côtes de la Terre sainte où, entre-temps, Godefroy de Bouillon a pris Jérusalem mais, privé de la flotte pisane, il lui est impossible de recevoir de l'aide et il est contraint de négocier avec les Vénitiens. Venise concède ses services, obtenant en échange la possibilité d'avoir de nouveaux territoires ou villes non sujet à des droits, des taxes ou la gabelle. Rapidement Haïfa, Jaffa, Myre et les territoires côtiers de la Syrie tombent. De Myre, des reliques de saint Nicolas (San Nicolò) sont ramenés.
En Italie, Vitale Michele, intercédant en faveur de Mathilde de Toscane pour l'acquisition de Ferrare, obtient des concessions commerciales. Il meurt au printemps 1102 et il est enterré à côté de sa femme, dans le basilique Saint-Marc.

## Sources
- (it) Cet article est partiellement ou en totalité issu de l’article de Wikipédia en italien intitulé « Vitale I Michiel » (voir la liste des auteurs).